# Rainer Maria Rilke
René Karl Wilhelm Johann Josef Maria Rilke, avstrijski pesnik in pisatelj, * 4. december 1875, Praga, Avstro-Ogrska (danes Češka), † 29. december 1926, Montreux, Švica.
Spada med najpomembnejše lirike v nemško govorečem prostoru. Napisal je mnoge pesmi, pripovedi, en roman, ter spise o umetnosti in kulturi, kot tudi različne prevode iz literature in lirike, med drugim iz francoskega jezika. Njegova obsežna izmenjava pisem sestavlja pomemben del njegovega literarnega ustvarjanja.

## Življenjepis

### 1875-1896: Otroštvo in šolanje
Rilke se je rodil kot Rene Karl Wilhelm Johann Josef Maria Rilke 4. decembra 1875 v Pragi, ki je takrat spadala pod Avstro-Ogrsko. Njegov oče, Josef Rilke (1838-1906) je bil zelo nezadovoljen človek. Po neuspešni vojaški karieri je postal železniški uradnik. Njegova mama Sophie »Phia« Entz (1851-1931) je bila zelo posesivna ženska, ki je izhajala iz premožne praške družine. Njene sanje o imenitnem, razkošnem življenju se ji v zakonu niso uresničile, zato je leta 1884 ta zveza razpadla. 
Tudi odnos med mamo in njenim edinim sinom je bil obremenjen, kajti mati ni mogla preboleti zgodnje smrti njene starejše hčerke, ki se je rodila leta 1874, eno leto po poroki, in teden dni kasneje umrla. Zaradi emocionalne nemoči je Reneja privezala nase ter ga silila v vlogo njegove umrle sestre. Do njegovega šestega leta ga je vzgajala kot deklico, na zgodnjih fotografijah ga lahko vidimo z dolgimi lasmi, oblečenega v oblekico. 
Zaradi pritiska staršev je pesniško in risarsko nadarjen fant od leta 1885 obiskoval vojaško šolo, ki naj bi služila kot priprava na oficirsko kariero. Izkušnje odraščanja v popolnoma moški družbi so nežnega fanta travmatizirale. Leta 1891 je zaradi bolezni prekinil svoje vojaško izobraževanje. Od leta 1892 do 1895 se je privatno pripravljal na maturo in jo leta 1895 uspešno opravil. Istega leta je pričel študirati literaturo, umetnostno zgodovino in filozofijo v Pragi ter se leta 1896 prepisal na pravo in nadaljeval s študijem septembra v Münchnu.

### 1897-1902: Razvojna leta
Leta 1897 je Rainer Maria Rilke v Münchnu spoznal intelektualko in literatinjo Lou Andreas Salome ter se zaljubil vanjo. Spremenil je svoje ime iz Rene v Rainer, ker je Lou bila mnenja, da zveni Rainer lepše za moškega pisatelja. Razmerje s starejšo in poročeno žensko je trajalo vse do leta 1900. Tudi po tem ko sta se razšla, je Lou vse do njegove smrti veljala za njegovo najpomembnejšo prijateljico in svetovalko. Pomembno vlogo so imela njena psihoanalitična doživetja in znanja, ki se jih je naučila pri Sigmundu Freudu med letom 1912/13. Freud poroča, »da je Lou Andreas Salome velikemu, v življenju zelo nemočnemu pesniku Rilkeju, bila hkrati muza in skrbna mama…«(Freudove sklepne misli ob smrti Lou Andreas-Saloméjeve, 1937)
Rilke je Lou jeseni 1897 sledil v Berlin in se vselil v stanovanje v njeni neposredni bližini. Leta 1898 je prvič za več tednov odpotoval v Italijo. V naslednjih dveh letih je dvakrat obiskal Rusijo: 1899 je z zakoncema Andreas odpotoval v Moskvo, kjer je spoznal Leva Tolstoja. Leta 1900, od maja do avgusta, je sledilo drugo potovanje v Rusijo. Tokrat sta z Lou potovala sama, ne samo v Moskvo in Sankt Peterburg, temveč tudi po celotni državi ob reki Volgi.
Jeseni 1900, neposredno za tem, ko se je Lou odločila, da bo zapustila Rilkeja, je ta bil na daljšem obisku pri Heinrichu Vogelerju v Worpswednu. Voegler je v svoji beli dvorani vsako nedeljo prirejal srečanja, katerih so se udeleževali tudi Otto Modersohn, Paula Modershn-Becker, Carl Hauptmann in kiparka Clara Westhoff. Clara Westhoff in Rainer Maria Rilke sta se poročila naslednjo pomlad. Decembra 1901 se je rodila njuna hčerka Ruth (1901-1972). Že poleti 1902 pa se je Rilke izselil iz njunega skupnega stanovanja in odpotoval v Pariz, z namenom napisati monografijo o kiparju Augustu Rodinu. Razmerje med Rilkejem in Claro Westhoff je trajalo vse do njegove smrti, vendar Rilke ni bil človek, ki bi živel normalno družinsko življenje. Vseskozi so ga težili finančni problemi, ki pa so bili omiljeni skozi različna naročila.

### 1902-1910: srednje ustvarjalno obdobje
»Vsaka stvar je lahko ljubi Bog. Treba ji je to samo reči.«

Citat iz dela Zgodbe o ljubem Bogu (Geschichten vom lieben Gott, 1904; slo. 2005)
Začetno obdobje v neznanem velemestu Parizu je bilo za Rilkeja zelo težko. Ta izkušnja pa ga je kasneje v njegovem prvem delu njegovega edinega romana Zapiski Malteja Lauridsa Briggeja (Die Aufzeichnungen des Malte Laurids Brigge, 1910; slo.2006) zelo zaznamovala. Hkrati pa je »srečanje« z moderno prineslo veliko navdihov: sprva se je Rilke ukvarjal s plastičnim stilom Augusta Rodina, potem pa z delom slikarja Paula Cézanna. Z leti je Pariz postajal bolj in bolj njegovo stalno prebivališče. Od 1905 do 1906 je bil Rilke zaposlen pri Rodinu kot tajnik, ki je zanj bil kot oče. Delovno razmerje je Rodin prekinil maja 1906. Malo pred tem je umrl Rilkejev oče. Od leta 1906 se je poglabljal Rilkejev stik z Mathildo in Karlom Gustavom Vollmoellerjem. Sprva je večkrat, v odsotnosti Mathilde, uporabljal njun atelje v Parizu. Kasneje, v okviru svojega potovanja po Italiji 1907, je poskušal obiskati Karla Gustava v njegovi vili v Sorrentu. Šele leta 1908 je prišlo do ponovnega srečanja med Rilkejem in Vollmoellerjem v Firencah. V naslednjih letih sta se Rilke in Vollmoeller večkrat dobila v Parizu. Najpomembnejša dela, nastala v času njegovega bivanja v Parizu, so Nove pesmi (Neuen Gedichte, 1907), Novih pesmi drugačen del (Der neuen Gedichte anderer Teil, 1908), Rekvijem pesmi (Requiem-Gedichte, 1909) kot tudi roman, ki ga je začel pisati leta 1904 in dokončal leta 1910, roman Zapiski Malteja Lauridsa Briggeja (Die Aufzeichnungen des Malte Laurids Brigge, slo. 2006)

### 1910–1919
1912 je izšla nova izdaja lirske pripovedi Pesem o Ijubezni in smrti korneta Krištofa Rilkeja (Die Weise von Liebe und Tod des Cornets Christoph Rilke, 1912; slo.1960), kot prva številka knjigarne Insel, pod okriljem založbe Insel v Leipzigu. S to izdajo je dosegla visok natis ter nenavadno popularnost. 
Po tem ko je izšel roman Zapiski Malteja Lauridsa Briggeja, je Rilke zapadel v globoko ustvarjalno krizo, ki se je zanj končala šele februarja 1922, z izidom ciklusa Devinske Elegije (Duineser Elegien). Ta ciklus pesmi je dobil svoje ime po Devinskem gradu v bližini Trsta, kjer je Rilke preživel nekaj časa (od oktobra 1911 do maja 1912). 
Izbruh prve svetovne vojne je Rilkeja presenetil med obiskom v Nemčiji. V Pariz se ni mogel vrniti, kajti njegovo lastnino so zasegli in kasneje prodali na dražbi. Večji del vojne je Rilke tako preživel v Münchnu.
Leta 1916 so Rilkeja vpoklicali v vojsko na Dunaj, kjer je moral opraviti osnovno vojaško usposabljanje. S pomočjo vplivnih prijateljev so ga sprva premestili na delo v vojaškem arhivu ter ga 9. junija 1916 odpustili iz vojske. Travmatično obdobje v vojski, ki ga je zaznamovalo že v mladih letih v vojaški šoli, je v njem ponovno pustilo velik pečat.

### 1919-1926: Kasnejša dela
11. junija 1919 je Rilke iz Münchna odpotoval v Švico. Namen tega potovanja ni bilo le povabilo iz Züricha k predavanju, glavni razlog je bila želja, da bi ušel povojni zmešnjavi, ter želja po nadaljevanju dolgo prekinjenega dela Devinskih elegij. Iskanje cenejšega in primernejšega bivališča se je izkazalo kot zelo težko. Med drugimi je Rilke živel v Sogliji in Locarnu. Šele poleti 1921 je v bližini Sierre v kantonu Wallis dokončno našel stanovanje. Maja 1922 je Rilkejev mecen kupil to hišo in mu jo brez najemnine prepustil. 
V zelo intenzivnem ustvarjalnem obdobju je Rilke februarja 1922 dokončal Devinske elegije. Skoraj sočasno sta nastala tudi oba dela pesniškega ciklusa Soneti na Orfeja (Sonette an Orpheus, 1923). Pesnitvi spadata v sam vrh Rilkejevega ustvarjanja. Od leta 1923 naprej je imel Rilke hude zdravstvene težave. Tako je z daljšo nastanitvijo v Parizu, od januarja do avgusta 1925, poskušal uiti bolezni z menjavo kraja ter življenjskih razmer. Kljub temu so v njegovih zadnjih letih, med letoma 1923 in 1926, nastale številne pomembne pesmi, ter zelo obsežno lirično delo v francoskem jeziku. Tik pred smrtjo so njegovo bolezen diagnosticirali kot levkemijo in sicer za takrat še v manj poznani obliki. Rilke je umrl 29. decembra 1926 v sanatoriju Valmont pri Montreuxu. Na lastno željo je pokopan v bližini svojega zadnjega prebivališča, na pokopališču v Raronu. Na njegovem nagrobnem kamnu je napisan rek: 

Vrtnica, oh čisto protislovje, poželenje,

biti nikogaršnji spanec pod tako številnimi

vekami.

Rose, oh reiner Widerspruch, Lust,

Niemandes Schlaf zu sein unter soviel

Lidern.

Legenda pravi, da naj bi bil za njegovo smrt kriv trn vrtnice, ki je okužil njegovo kri z neomejeno lepoto.

## Pesniško ustvarjanje
Rilkejeva dela sta zelo zaznamovana filozofa Schopenhauer in Nietzsche, ki sta imela velik vpliv na njegov kritičen pogled na krščanstvo.
K zgodnjimi deli Rilkeja spadajo pesniške zbirke Stran čakati (Wegwarten, 1896), Okronane sanje. Nove pesmi (Traumgekrönt. Neue Gedichte, 1896) in Advent. S pesniško zbirko Mir zur Feier (1897/98) pa se prvič nagiba k sistematičnemu pogledu človeškega notranjega sveta. Pesniška zbirka Tebi v čast (Dir zur Feier), ki ni bila nikoli izdana, je ljubezenska izpoved Lou Andreas Salome. Leta 1899 je nastalo krajše prozno delo Pesem o Ijubezni in smrti korneta Krištofa Rilkeja. Časoslov (Das Stundenbuch; trije deli, nastalo 1899-1903; slo. 2008) je poimenovan po tradicionalnih molitvenih knjigah iz srednjega veka, sestavlja prvi vrhunec njegovega zgodnjega ustvarjanja in je hkrati eno iz med glavnih del secesije v literaturi.
Nietzschejeva filozofija ima na prelomu stoletja velik vpliv na Rilkeja. To se kaže predvsem v intenzivnem opazovanju narave, kot tudi človeškega obnašanja ter čustvenega življenja. 
Od del iz njegovega srednjega obdobja ustvarjanja med letoma 1902 in 1910 so pomembni predvsem Nove pesmi in roman Zapiski Malteja Lauridsa Briggeja. Rilke se v teh delih posveča predvsem človeškim temeljnim doživetjem, ne samo opazovanju notranjega doživljanja, ampak tudi doživljanja stvari. Tako nastanejo pesmi, kot so Modra hortenzija (Blaue Hortensie) in Panter, ki razvijajo naprej simbolizem. Te stopnje zavzemajo izrecno negativne in tuje poglede na življenje: grdota, bolezen, nagon in smrt. 
Pesmi zadnjih let razpadejo v zelo različne skupine: na eni strani vesele, sproščene, pogosto pesmi o naravi in pokrajini, na drugi strani poetično hladni eksperimenti, ki so nastali čisto iz jezikovnega vidika.

## Zapuščina
Rilkejeva dela so že nekaj let deležna velike in naraščajoče pozornosti, tudi izven literarno izobraženih krogov. To je lahko posledica velikega individualizma našega časa, ki je v Rilkejevih delih zelo zastopan.

## Izbrana dela
- Stran čakati (Wegwarten, 1896)
- Okronane sanje. Nove pesmi (Traumgekrönt. Neue Gedichte, 1896)
- Advent, 1897
- Meni v čast (Mir zur Feier, 1897/98)
- Auguste Rodin, 1903 (slo. 2006)
- Zgodbe o ljubem Bogu (Geschichten vom lieben Gott, 1904; slo.2005)
- Časoslov (Das Stunden-Buch, 1905; slo.2008)
- Nove pesmi (Neuen Gedichte, 1907)
- Novih pesmi drugačen del (Der neuen Gedichte anderer Teil, 1908),
- Rekvijem Pesmi Requiem-Gedichte (1909)
- Zapiski Malteja Lauridsa Briggeja (Die Aufzeichnungen des Malte Laurids Brigge, 1910; slo.2006)
- Marijino življenje (Das Marien-Leben, 1912; slo.2006)
- Pesem o Ijubezni in smrti korneta Krištofa Rilkeja (Die Weise von Liebe und Tod des Cornets Christoph Rilke, 1912; slo.1960)
- Devinske Elegije (Duineser Elegien, slo. 1922)
- Soneti na Orfeja (Sonette an Orpheus, slo. 1923)
- Pisma mlademu pesniku / Pisma mladi ženski (Briefe an einen jungen Dichter / Briefe an eine junge Frau, slo. 2006)